# Anaximander

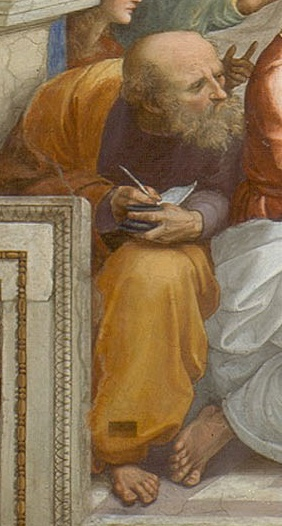
Mutmaßliche Darstellung Anaximanders aus der Schule von Athen des Raffael, 1510/1511, Stanzen des Raffael im Vatikan

Anaximander oder Anaximandros (altgriechisch Ἀναξίμανδρος [ὁ Μιλήσιος] Anaxímandros [ho Milḗsios]; * um 610 v. Chr. in Milet; † nach 547 v. Chr. ebenda) war ein vorsokratischer griechischer Philosoph. Er gehört neben Thales und Anaximenes zu den wichtigsten Vertretern jenes philosophischen Aufbruchs, der mit Sammelbegriffen wie „ionische Aufklärung“ und „ionische Naturphilosophie“ bezeichnet wird.

## Einordnung von Person und Bedeutung
Apollodor von Athen zufolge lebte Anaximander um 610–546 v. Chr. in Milet. Es ist wahrscheinlich, dass er Thales von Milet gekannt und mit ihm in enger Gedankengemeinschaft gelebt hat. Jedenfalls gilt er als Nachfolger und Schüler des Thales.
Ihn beschäftigte dasselbe Grundproblem wie Thales, nämlich die Frage nach dem Ursprung allen Seins, nach der Arché (ἀρχή). Dafür hielt er jedoch nicht das Wasser, sondern das stofflich unbestimmte Ápeiron (ἄπειρον): das hinsichtlich seiner Größe „Unbegrenzte“ bzw. „Unermessliche“. Von Anaximanders Philosophie ist im Original nur ein einziges Fragment überliefert; es stellt überhaupt den ersten erhaltenen griechischen Text in Prosaform dar. Der Großteil der philosophischen Anschauungen Anaximanders ist der zwei Jahrhunderte späteren Überlieferung des Aristoteles zu entnehmen und mit einigen Unsicherheiten behaftet.
Als bedeutender Astronom und Astrophysiker entwarf er als erster eine rein physikalische Theorie der Weltentstehung (Kosmogonie). Er gründete seine Überlegungen zur Entstehung des Weltganzen ausschließlich auf Beobachtung und rationales Denken. Auf Anaximander geht der moderne Begriff Kosmos (κόσμος) und die Erfassung der Welt als ein planvoll erfassbares, geordnetes Ganzes zurück. Er zeichnete ebenfalls als erster nicht nur eine geographische Karte mit der damals bekannten Verteilung von Land und Meer, sondern konstruierte auch eine Sphäre, einen Himmelsglobus. Die Karte ist heute verschollen, wurde aber später durch Hekataios von Milet ausgewertet, aus dessen Werk eine halbwegs konkrete Darstellung der damaligen Weltsicht überliefert ist.
Nach ihm ist der Mondkrater Anaximander benannt.

## Ursprung und Ordnungsprinzip des Weltganzen

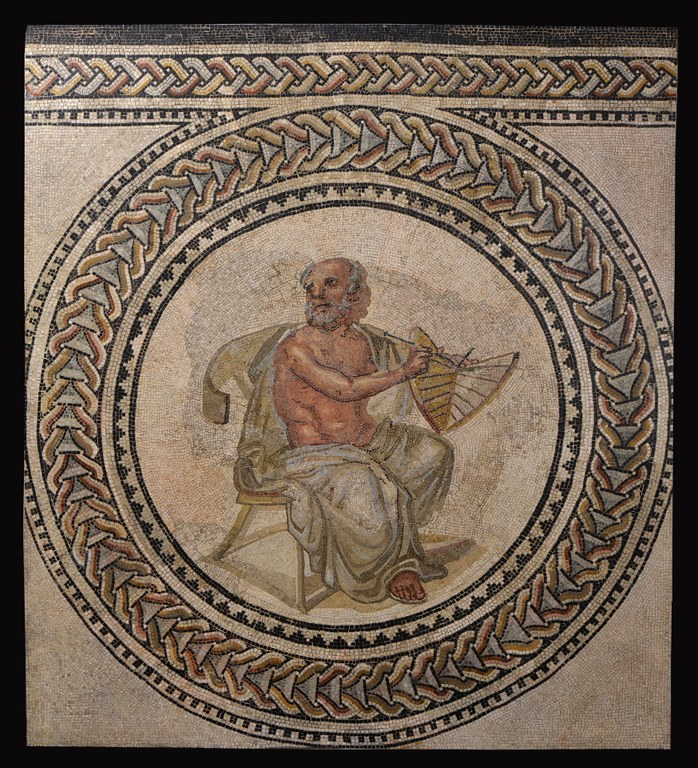
Anaximander mit Sonnenuhr, römisches Mosaik aus dem frühen dritten Jahrhundert nach Christus, Rheinisches Landesmuseum Trier

Die Grundsubstanz alles Gewordenen nach Anaximander, das Apeiron (das Grenzenlose), wird unterschiedlich gedeutet: als räumlich und zeitlich unbegrenzter Urstoff, als unendlich hinsichtlich Masse oder Teilbarkeit, als unbestimmt oder grenzenlos u. a.m. Der Begriff des Unermesslichen spiegelt die Offenheit der Möglichkeiten, das Apeiron zu deuten, aber auch die Unvorhersehbarkeit dessen, was aus dem Apeiron entsteht oder von ihm erzeugt wird. Nach Aristoteles hat Anaximander das, was der Begriff bezeichnet, als ein den Göttern der Volksreligion vergleichbares unsterbliches und unzerstörbares Wesen betrachtet.
Mit dem einzigen erhaltenen Anaximander-Fragment liegt der erste schriftlich gefasste und überlieferte Satz der griechischen Philosophie überhaupt vor. Allerdings ist die diesbezügliche Forschung uneins, in welchem Umfang das Überlieferungsgut tatsächlich authentisch auf Anaximander zurückgeht. Die Wiedergabe durch Simplikios von Kilikien im 6. nachchristlichen Jahrhundert beruht ihrerseits auf einem verlorengegangenen Werk des Aristoteles-Schülers Theophrastos von Eresos. Die sich auf das Apeiron beziehende, unter dem Seienden die Vielheit der Dinge und Phänomene verstehende Kernaussage lautet: „(Woraus aber für das Seiende das Entstehen sei, dahinein erfolge auch sein Vergehen) gemäß der Notwendigkeit; denn diese schaffen einander Ausgleich und zahlen Buße für ihre Ungerechtigkeit nach der Ordnung der Zeit.“ Damit hat Anaximander als Erster etwas nicht Wahrnehmbares und Unbestimmtes als existierend festgelegt, um so wahrnehmbare  Phänomene zu erklären.
Die gleichsam gesetzmäßige wechselseitige Ablösung gegenstrebiger Wirkkräfte oder Substanzen in einem kontinuierlichen und ausgeglichenen Prozess dürfte für die beständige Ordnung des Kosmos stehen: ein dem Wechsel und der Veränderung ausgesetztes und doch in sich stabiles System. Uneinig ist die Forschung darüber, ob auch das Apeiron an diesem Geschehen beteiligt ist oder ob es sich um einen rein innerweltlichen Ausgleichsprozess handelt, sodass die Wirkung des Apeiron sich allein auf die Phase der Weltentstehung beschränkte. Im ersten Fall wäre von einem rein innenweltlichen Ausgleichsprozess auszugehen. Im zweiten Fall kämen auch Vorstellungen von einer Mehrzahl neben- oder nacheinander existierender Welten in Betracht. Der kanadische Philosophiehistoriker und ausgewiesene Kenner der antiken griechischen Philosophie, Thomas M. Robinson, erwägt, dass Anaximander sich das Universum als einen ewigen Prozess gedacht haben könnte, „in dem eine unendliche Anzahl galaktischer Systeme aus dem Apeiron geboren und wieder in es aufgenommen wird. Damit hätte er auf brillante Weise die Weltsicht der Atomisten Demokrit und Leukipp vorweggenommen, die für gewöhnlich als deren eigene Leistung betrachtet wird.“

## Kosmos und Erde

Kosmologie

Anaximander meinte, bei der Entstehung des heutigen, geordneten Universums habe sich aus dem Ewigen ein Wärme- und Kältezeugendes abgesondert, und daraus sei eine Feuerkugel um die die Erde umgebende Luft gewachsen, wie um einen Baum die Rinde.
Die Gestirne entstehen laut Anaximander durch die geplatzte Feuerkugel, indem das abgespaltene Feuer von Luft eingeschlossen wird. An ihnen befänden sich gewisse röhrenartige Durchgänge als Ausblasestellen; sie seien dort als Gestirne sichtbar. In gleicher Weise entstünden auch die Finsternisse, nämlich durch Verriegelung der Ausblasestellen.
Das Meer sei ein Überrest des ursprünglich Feuchten. „Ursprünglich war die ganze Oberfläche der Erde feucht gewesen. Wie sie aber dann von der Sonne ausgetrocknet wurde, verdunstete allmählich der eine Teil. Es entstanden dadurch die Winde und die Wenden von Sonne und Mond, aus dem übrigen Teil hingegen das Meer. Daher würde es durch Austrocknung immer weniger Wasser haben, und schließlich würde es allmählich ganz trocken werden“ (Aristoteles über Anaximander). Aus einem Teil dieses Feuchten, das durch die Sonne verdampfe, entstünden die Winde, indem die feinsten Ausdünstungen der Luft sich ausschieden und, wenn sie sich sammelten, in Bewegung gerieten. Auch die Sonnen- und Mondwenden geschähen, weil diese eben, jener Dämpfe und Ausdünstungen wegen, ihre Wenden vollführten, indem sie sich solchen Orten zuwendeten, wo ihnen die Zufuhr dieser Ausdünstung gewährleistet sei.

Anaximanders Weltbild

Die Erde sei das, was vom ursprünglich Feuchten an den hohlen Stellen der Erde übrig geblieben sei. Anaximander meinte, die Erde sei schwebend, von nichts überwältigt und in Beharrung ruhend infolge ihres gleichen Abstandes von allen Himmelskreisen. Ihre Gestalt sei rund, gewölbt und ähnele in der Art eines steinernen Säulensegments einem Zylinder. Wir stünden auf der einen ihrer Grundflächen; die andere sei dieser entgegengesetzt. Regengüsse bildeten sich aus der Ausdünstung, welche infolge der Sonnenstrahlung aus der Erde hervorgerufen werde. Blitze entstünden, indem der Wind sich in die Wolken hineinstürze und sie auseinanderschlage.

## Theorie der Menschwerdung und der Seele
Die Entstehung der Menschheit führte Anaximander auf andere Lebewesen zurück. Ihm war aufgefallen, dass der Mensch im Vergleich zu anderen Arten im Frühstadium seiner Entwicklung sehr lange Zeit benötigt, bis er für die Selbstversorgung und das Überleben aus eigenen Kräften sorgen kann. Deshalb nahm er an, dass die ersten Menschen aus Tieren hervorgegangen sind, und zwar aus Fischen oder fischähnlichen Lebewesen. Denn den Ursprung des Lebendigen suchte er im Wasser; das Leben war für ihn eine Spontanentstehung aus dem feuchten Milieu: „Anaximander sagt, die ersten Lebewesen seien im Feuchten entstanden und von stachligen Rinden umgeben gewesen. Im weiteren Verlauf ihrer Lebenszeit seien sie auf das trockene Land gegangen und hätten, nachdem die sie umgebende Rinde aufgeplatzt sei, ihr Leben noch für kurze Zeit auf andere Weise verbracht.“
Die Seele hielt Anaximander für luftartig. Der Vorstellung von der Seele als Aër mag  die Verbindung mit dem Leben bzw. dem Ein- und Ausatmen zugrunde gelegen haben. Unklar ist, ob er zwischen der Atemseele des Menschen und der anderer Lebewesen unterschied.
Wie sich Anaximanders Auffassung von Apeiron und Kosmos zu seiner Vorstellung von der Seele verhielt, ob es zwischen ihnen überhaupt eine Beziehung gab, ist ungewiss. Da Anaximander die Seele für luftartig hielt, vermuten manche, dass er der Seele Unsterblichkeit zusprach. Ob er an eine Beseelung des Kosmos, ferner an eine Allbeseelung, ähnlich wie sie sich Thales vermutlich vorgestellt hatte, und darüber hinaus an die Unsterblichkeit individueller Seelen dachte, bleibt dahingestellt.

## Interpretationen
Bertrand Russell interpretiert Anaximanders Theorien in der Geschichte der abendländischen Philosophie als Behauptung der Notwendigkeit eines angemessenen Gleichgewichts zwischen Erde, Feuer und Wasser, die alle unabhängig voneinander danach streben können, ihre Anteile im Verhältnis zu den anderen zu vergrößern. Anaximander scheint seine Überzeugung auszudrücken, dass eine natürliche Ordnung das Gleichgewicht zwischen diesen Elementen sicherstellt, dass dort, wo Feuer war, nun Asche (Erde) ist.
Friedrich Nietzsche behauptete in Die Philosophie im tragischen Zeitalter der Griechen, Anaximander sei ein Pessimist gewesen, der behauptete, das ursprüngliche Wesen der Welt sei ein Zustand der Unbestimmtheit. Demnach muss alles Bestimmte schließlich wieder in die Unbestimmtheit übergehen. Mit anderen Worten: Anaximander betrachtete „... alles Werden als eine unrechtmäßige Emanzipation vom ewigen Sein, ein Unrecht, für das die Zerstörung die einzige Buße ist“. Die Welt der einzelnen Objekte hat in dieser Denkweise keinen Wert und sollte untergehen. Nietzsche bezeichnet Anaxagoras und die anderen Vorsokratiker als Vorplatoniker.

## Textausgaben
- Hermann Diels (Hrsg.): Die Fragmente der Vorsokratiker. Band 1. Herausgegeben von Walther Kranz. 4. Auflage (Abdruck der 3. Auflage mit Nachträgen). Weidmann, Berlin 1922 (griechisch und deutsch)
- Laura Gemelli Marciano (Hrsg.): Die Vorsokratiker. Band 1, Artemis & Winkler, Düsseldorf 2007, ISBN 978-3-7608-1735-4, S. 32–69 (griechische Quellentexte mit deutscher Übersetzung, Erläuterungen sowie Einführung zu Leben und Werk)
- Jaap Mansfield (Hrsg.): Die Vorsokratiker. Stuttgart 1987. (Fragmente [griech./dtsch.], Übersetzung und Erläuterungen)
- Georg Wöhrle: Die Milesier: Anaximander und Anaximenes. Berlin 2012. (Kommentare und griech./dtsch. Fragmente)
- Bertrand Russell: Philosophie des Abendlandes: Ihr Zusammenhang mit der politischen und der sozialen Entwicklung, Europa Verlag, Zürich 1950, ISBN 3-88059-965-3